# Pneumatopteris rodigasiana
Pneumatopteris rodigasiana är en kärrbräkenväxtart som först beskrevs av Thomas Moore, och fick sitt nu gällande namn av Holtt. Pneumatopteris rodigasiana ingår i släktet Pneumatopteris och familjen Thelypteridaceae. Inga underarter finns listade.